# Vellozia
Vellozia es un nombre botánico para una género de plantas con flores perteneciente a la familia Velloziaceae.  Comprende 216 especies. Se encuentra desde Panamá a Brasil, en América.

## Especies
| - Vellozia abietina Mart. - Vellozia alata L.B.Sm. - Vellozia albiflora Pohl - Vellozia aloifolia Mart. - Vellozia alutacea Pohl - Vellozia andina Ibisch - Vellozia angustifolia Goethart & Henrard - Vellozia annulata Goethart & Henrard - Vellozia arenicola L.B.Sm. - Vellozia armata Mello-Silva - Vellozia asperula Mart. - Vellozia auriculata Mello-Silva & N.L.Menezes - Vellozia bahiana L.B.Sm. & Ayensu - Vellozia barbaceniifolia Seub. - Vellozia barbata Goethart & Henrard - Vellozia bicarinata L.B.Sm. & Ayensu - Vellozia blanchetiana L.B.Sm. - Vellozia brachypoda L.B.Sm. & Ayensu - Vellozia bradei Schulze-Menz - Vellozia brevifolia Seub. - Vellozia breviscapa Mart. - Vellozia bulbosa L.B.Sm. - Vellozia burle-marxii L.B.Sm. & Ayensu - Vellozia caespitosa L.B.Sm. & Ayensu - Vellozia campanuloides Mello-Silva - Vellozia canelinha Mello-Silva - Vellozia capiticola L.B.Sm. - Vellozia caput-ardeae L.B.Sm. & Ayensu - Vellozia caruncularis Mart. ex Seub. - Vellozia castanea L.B.Sm. & Ayensu - Vellozia caudata Mello-Silva - Vellozia ciliata L.B.Sm. - Vellozia cinerascens (Mart.) Mart. ex Seub. - Vellozia compacta Mart. - Vellozia coronata L.B.Sm. - Vellozia costata L.B.Sm. & Ayensu - Vellozia crinita Goethart & Henrard - Vellozia crispata L.B.Sm. - Vellozia cryptantha Seub. - Vellozia dasypus Seub. - Vellozia dawsonii L.B.Sm. - Vellozia decidua L.B.Sm. & Ayensu - Vellozia declinans Goethart & Henrard - Vellozia dumitiana R.E.Schult. - Vellozia echinata Goethart & Henrard - Vellozia epidendroides Mart. - Vellozia exilis Goethart & Henrard - Vellozia fibrosa Goethart & Henrard - Vellozia fimbriata Goethart & Henrard - Vellozia froesii L.B.Sm. - Vellozia fruticosa L.B.Sm. - Vellozia furcata L.B.Sm. & Ayensu - Vellozia geotegens L.B.Sm. & Ayensu - Vellozia gigantea N.L.Menezes & Mello-Silva - Vellozia glabra J.C.Mikan - Vellozia glandulifera Goethart & Henrard - Vellozia glauca Pohl - Vellozia glochidea Pohl - Vellozia goiasensis L.B.Sm. - Vellozia graminea Pohl - Vellozia granulata Goethart & Henrard - Vellozia grao-mogulensis L.B.Sm. - Vellozia grisea Goethart & Henrard - Vellozia gurkenii L.B.Sm. - Vellozia harleyi L.B.Sm. & Ayensu - Vellozia hatschbachii L.B.Sm. & Ayensu - Vellozia hemisphaerica Seub. - Vellozia hirsuta Goethart & Henrard - Vellozia hypoxoides L.B.Sm. - Vellozia incurvata Mart. - Vellozia intermedia Seub. - Vellozia jolyi L.B.Sm. - Vellozia kolbekii R.J.V.Alves - Vellozia laevis L.B.Sm. - Vellozia lanata Pohl - Vellozia leucanthos Goethart & Henrard - Vellozia lilacina L.B.Sm. & Ayensu - Vellozia lithophila R.E.Schult. - Vellozia luteola Mello-Silva & N.L.Menezes - Vellozia macarenensis Philipson - Vellozia macedonis Woodson - Vellozia machrisiana L.B.Sm. - Vellozia maculata Goethart & Henrard - Vellozia maguirei L.B.Sm. - Vellozia marcescens L.B.Sm. - Vellozia markgrafii Schulze-Menz - Vellozia maudeana R.E.Schult. - Vellozia maxillarioides L.B.Sm. - Vellozia metzgerae L.B.Sm. - Vellozia minima Pohl - Vellozia modesta L.B.Sm. & Ayensu - Vellozia nanuzae L.B.Sm. & Ayensu - Vellozia nivea L.B.Sm. & Ayensu - Vellozia nuda L.B.Sm. & Ayensu - Vellozia obtecta Mello-Silva - Vellozia ornata Mart. - Vellozia panamensis Standl. - Vellozia patens L.B.Sm. & Ayensu - Vellozia peripherica Mello-Silva - Vellozia phantasmagoria R.E.Schult. - Vellozia pilosa Goethart & Henrard - Vellozia piresiana L.B.Sm. - Vellozia prolifera Mello-Silva - Vellozia pterocarpa L.B.Sm. & Ayensu - Vellozia pulchra L.B.Sm. - Vellozia pumila Goethart & Henrard - Vellozia punctulata Seub. - Vellozia pusilla Pohl - Vellozia ramosissima L.B.Sm. - Vellozia resinosa Mart. - Vellozia riedeliana Goethart & Henrard - Vellozia scabrosa L.B.Sm. & Ayensu - Vellozia scoparia Goethart & Henrard - Vellozia sellowii Seub. - Vellozia sessilis L.B.Sm. ex Mello-Silva - Vellozia seubertiana Goethart & Henrard - Vellozia sincorana L.B.Sm. & Ayensu - Vellozia spiralis L.B.Sm. - Vellozia squalida Mart. - Vellozia squamata Pohl - Vellozia stellata L.B.Sm. & Ayensu - Vellozia stenocarpa Mello-Silva - Vellozia stipitata L.B.Sm. & Ayensu - Vellozia streptophylla L.B.Sm. - Vellozia subalata L.B.Sm. & Ayensu - Vellozia sulphurea Pohl - Vellozia swallenii L.B.Sm. - Vellozia taxifolia (Mart. ex Schult. & Schult.f.) Mart. ex Seub. - Vellozia teres L.B.Sm. & Ayensu - Vellozia tertia Spreng. - Vellozia tillandsioides Mello-Silva - Vellozia tomeana L.B.Sm. & Ayensu - Vellozia tomentosa Pohl - Vellozia torquata L.B.Sm. & Ayensu - Vellozia tragacantha (Mart. ex Schult. & Schult.f.) Mart. ex Seub. - Vellozia tubiflora (A.Rich.) Kunth - Vellozia uleana L.B.Sm. - Vellozia variegata Goethart & Henrard - Vellozia velutinosa Goethart & Henrard - Vellozia verruculosa Mart. - Vellozia viannae L.B.Sm. - Vellozia virgata Goethart & Henrard - Vellozia wasshausenii L.B.Sm. & Ayensu |

## Sinonimia
- Radia A.Rich. in Kunth, Syn. Pl. 1: 300 (1822).
- Schnizleinia Steud. ex Hochst., Flora 27: 31 (1844).[1]